# Lepidapedon calli
Lepidapedon calli är en plattmaskart. Lepidapedon calli ingår i släktet Lepidapedon och familjen Lepocreadiidae. Inga underarter finns listade i Catalogue of Life.